# 塔登机枪
塔登（英語：TADEN）是一种英国实验性轻机枪和中型机枪，使用.280英寸弹(7 mm)中间型威力枪弹。在EM-2突击步枪设计的同时，它也成为了用新型轻型武器重新装备英国军队的提议的一部分，这种新型武器将使用比0.303英寸口径更小的子弹，因为0.303被证明运用在现代突击步枪中並不合適。这个名字来自分别来自设计师哈罗德·特平（Harold Turpin），军备设计机构（Armament Design Establishment）与和恩菲尔德 (ENfield)（司登冲锋枪STEN中的TEN也是来自哈罗德与恩菲尔德）。
塔登机枪使用与布伦轻机枪同样的气动式，使用的是250装不可散式弹链。轻机枪的型号使用像布伦一样的枪托和扳机，中型机枪的型号使用的则是类似维克斯机枪的铲形握把和V字“蝴蝶”型扳机。这俩版本一个是带有两脚架，想要代替布伦轻机枪，另外一种是安装了三脚架的重型版本，想要代替维克斯机枪（当时也称之为持续射击机枪）。EM-2要代替的是李恩菲尔德步枪和斯登衝鋒槍。
美国陆军拒绝把.280英寸弹当做北约的标准弹药时，塔登和EM-2的项目随即停止了，理由是它不如美国的.30-06春田步枪弹。
英国确定塔登和EM-2无法再更改并重新竞标北约武器的时候，开始寻求解决方案。英国陆军重新装备了比利时授权生产的7.62mm的FN MAG通用机枪和FN FAL自动步枪。一种布伦机枪的带进式改进型曾被考虑用于新的通用机枪，称为X11，但最后还是没有被选择，而布伦在改进使用北约弹药后继续使用。